# Casa Cabo Cod

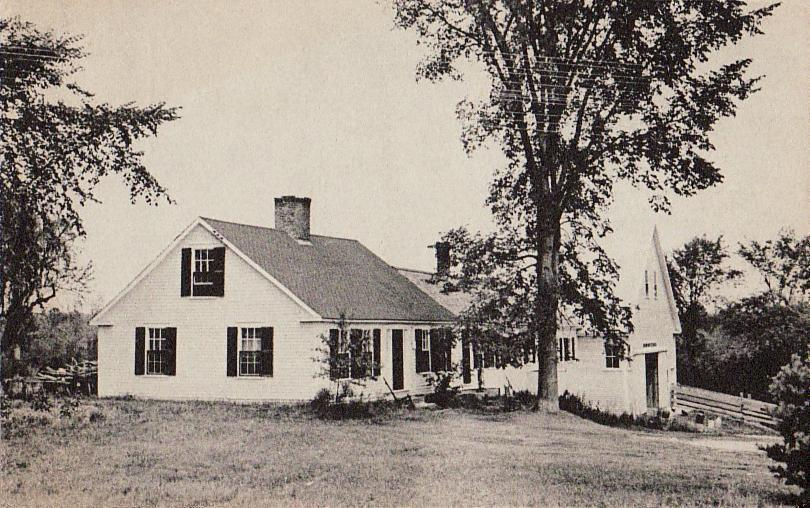
Casa estilo Cabo Cod, c. 1920.

El estilo de las Casas Cabo Cod son un estilo arquitectónico de edificios bajos, amplios, de un solo piso con un techo a dos aguas de pendiente moderada, una gran chimenea central y muy poca ornamentación. Originario de la región de la Nueva Inglaterra en el siglo XVII, el diseño simétrico simple se construyó con materiales locales para resistir el clima tormentoso y duro del Cabo Cod. Cuenta con una puerta de entrada central flanqueada por ventanas de varios paneles. El espacio sobre el primer piso a menudo se dejaba sin terminar, con o sin ventanas en los extremos del hastial.
El estilo disfrutó de un auge en popularidad y adaptación a las necesidades modernas en las décadas de 1930-1950, particularmente con adornos del neocolonial británico. Sigue siendo una característica de la construcción de viviendas en la Nueva Inglaterra.

## Historia

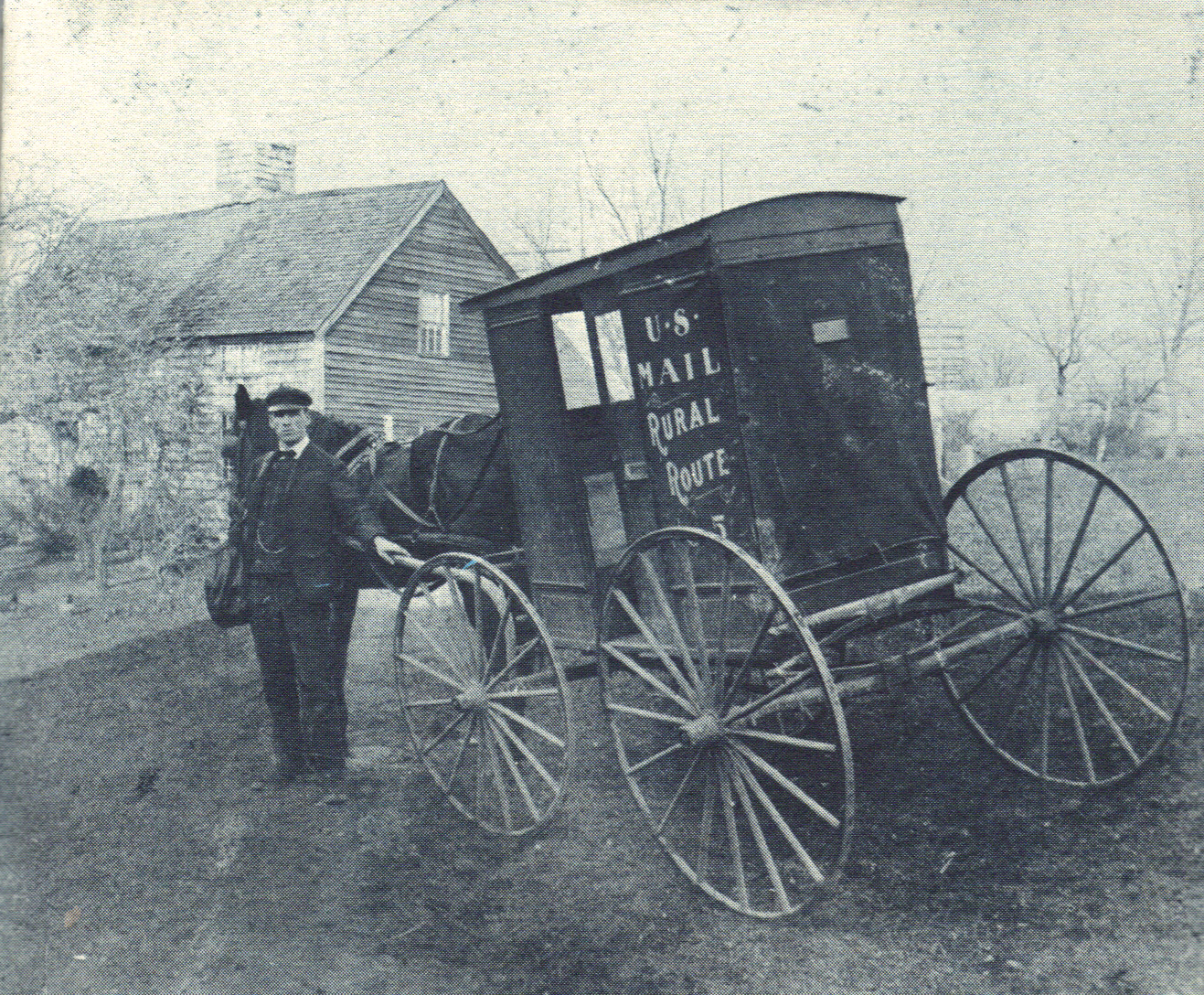
Casa de Ephraim Hawley, construida entre 1683-1690.

La casa de estilo cabaña del Cabo Cod se originó en los condados de construcción de madera de Inglaterra y fue traída a Estados Unidos por carpinteros puritanos. El duro clima de la Nueva Inglaterra puso a prueba el ingenio de los pioneros, quienes transportaron el estilo británico del Hall and parlor House que ahora se llama la cabaña Cabo Cod. El estilo ha sobrevivido y surgido como un 1 1⁄2 pisos con persianas de madera y exterior de tablillas o tejas. Usando materiales locales (cedro para techos y tejas de revestimiento, roble y pino para marcos y pisos). Los colonos construyeron casas adaptadas localmente al clima invernal extremo de la Nueva Inglaterra. Las temperaturas en enero y febrero pueden bajar a -20 °F, con acumulaciones de nieve que a menudo alcanzan varios pies. Para combatir el frío, construyeron enormes chimeneas centrales y habitaciones de techos bajos para conservar el calor. El techo empinado característico de las casas de la Nueva Inglaterra minimizó la carga de nieve. Finalmente, los colonos instalaron contraventanas en las ventanas para contener los fuertes vientos.
El reverendo Timothy Dwight IV (1752-1817), presidente de la Universidad Yale de 1795 a 1817, acuñó el término "Casa Cabo Cod" después de una visita al Cabo Cod en 1800. Sus observaciones se publicaron póstumamente en Travels in New England and New York (1821-1822).

### Casas Cabo Cod coloniales y federales (sigloXVII-sigloXIX)
Los casas Cabo Cod de la era colonial eran más frecuentes en el noreste de los Estados Unidos y el Atlántico canadiense. Estaban hechos de madera y cubiertos con tablillas anchas o tejas, a menudo sin pintar, que se ponían grises con el tiempo. La mayoría de las casas eran pequeñas, por lo general de 1,000 a 2,000 pies cuadrados de tamaño. A menudo, se trabajaban ventanas de diferentes tamaños en los extremos del hastial, siendo las más comunes las de nueve y seis cristales.
El estilo tiene una apariencia simétrica con una puerta de entrada en el centro de la casa y una gran chimenea central que a menudo podría acomodar chimeneas adosadas. El dormitorio principal estaba en el primer piso, con un loft a menudo sin terminar en el segundo. Una casa antigua típica no tenía buhardillas y poca o ninguna ornamentación exterior.

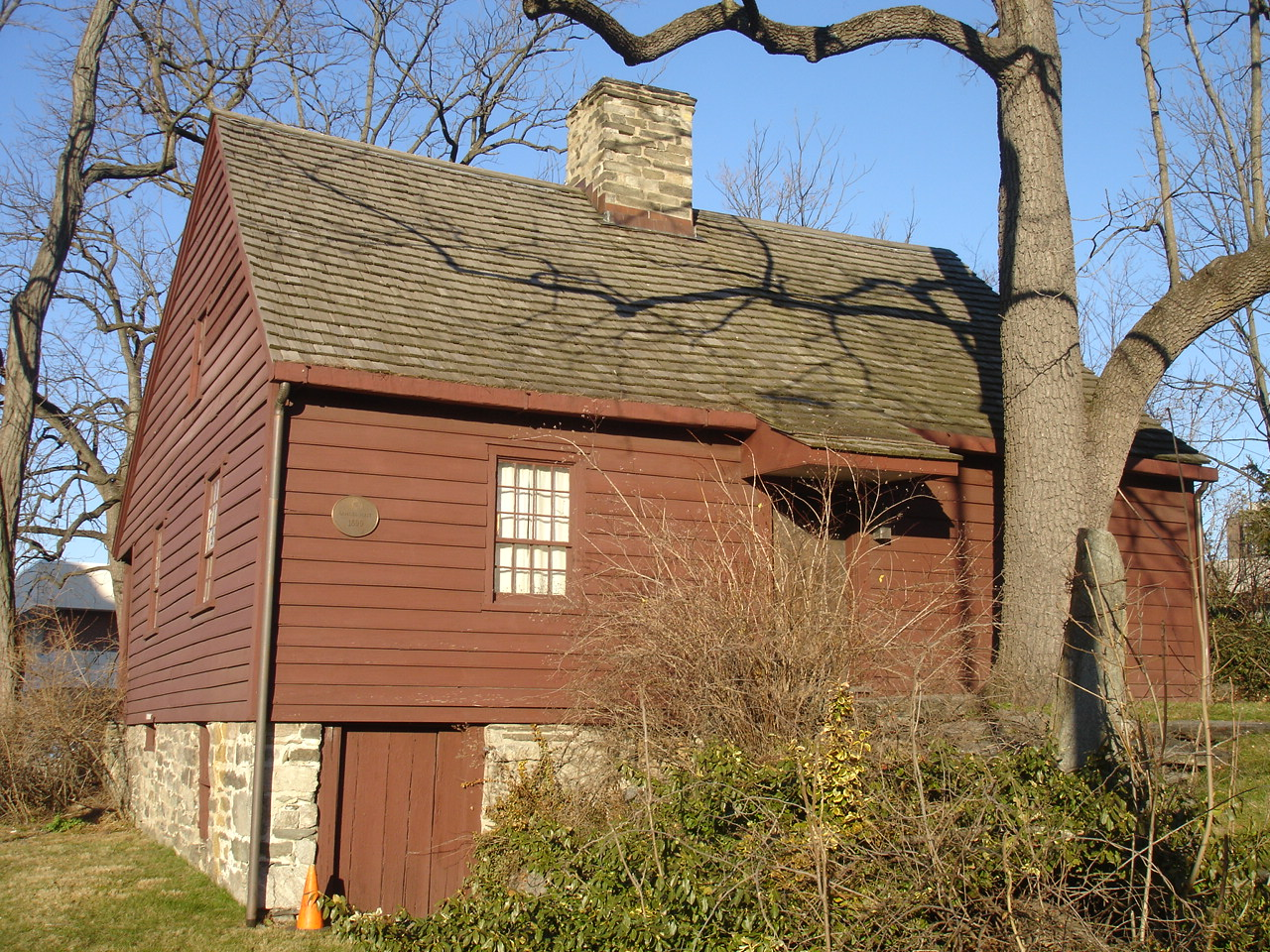
Casa Hoyt-Barnum construida c. 1699
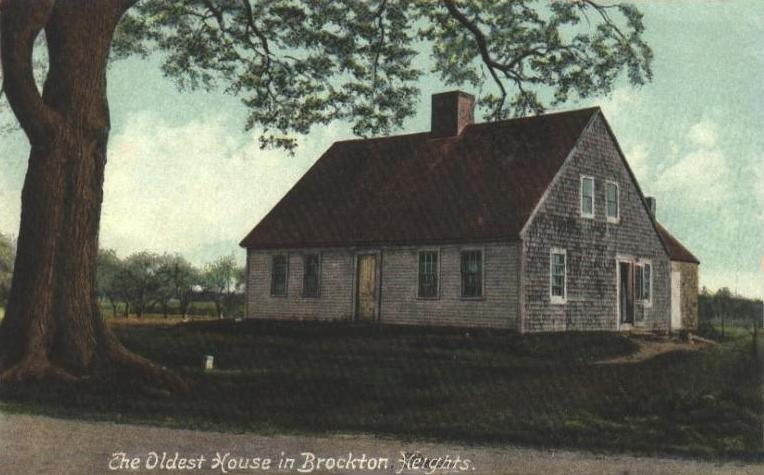
Una casa de campo tradicional de estilo Cabo Cod en Brockton Heights, Massachusetts.
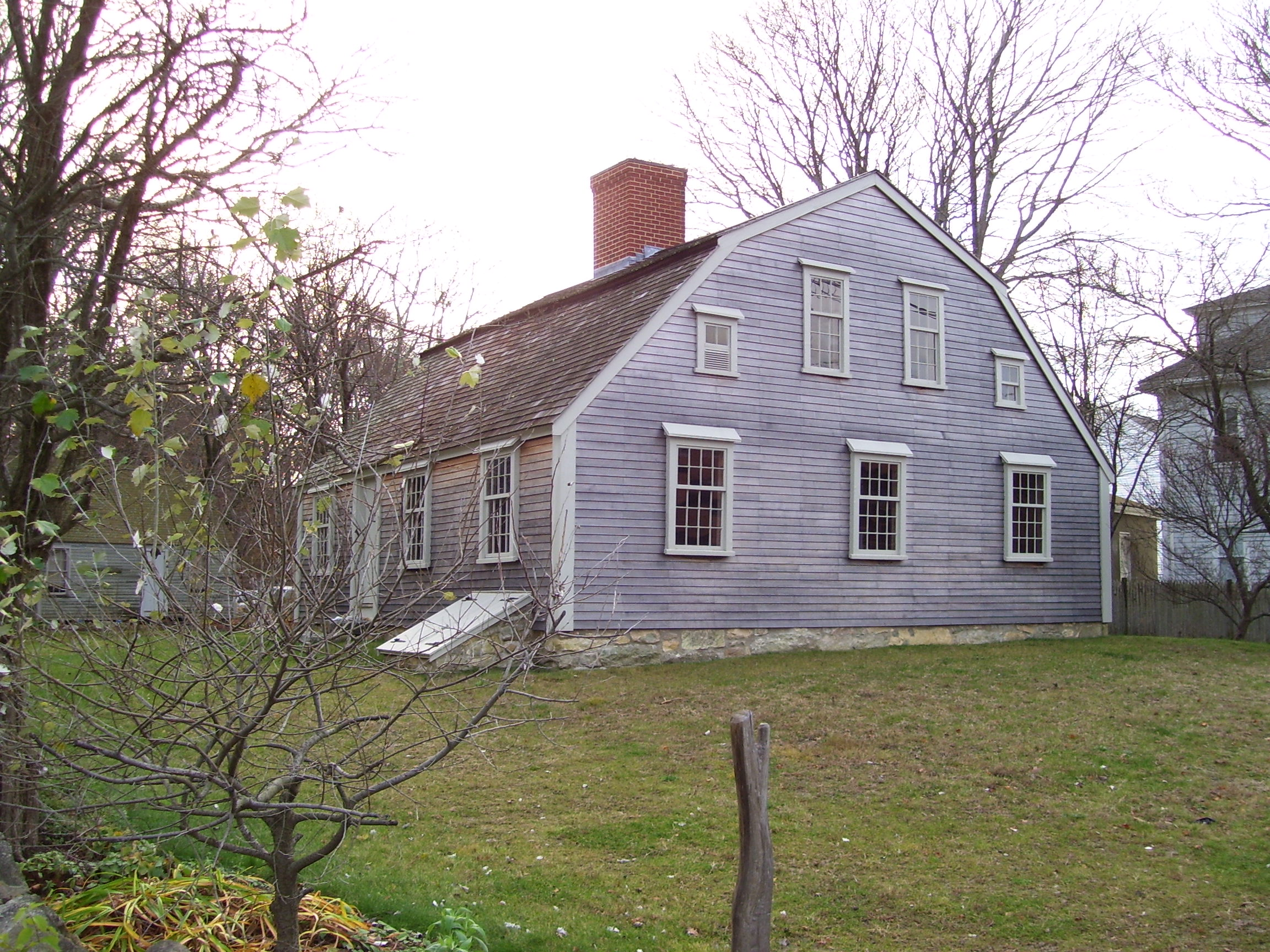
Harlow Old Fort House, un ejemplo de estilo Cabo Cod con techo abuhardillado.

## Descripción

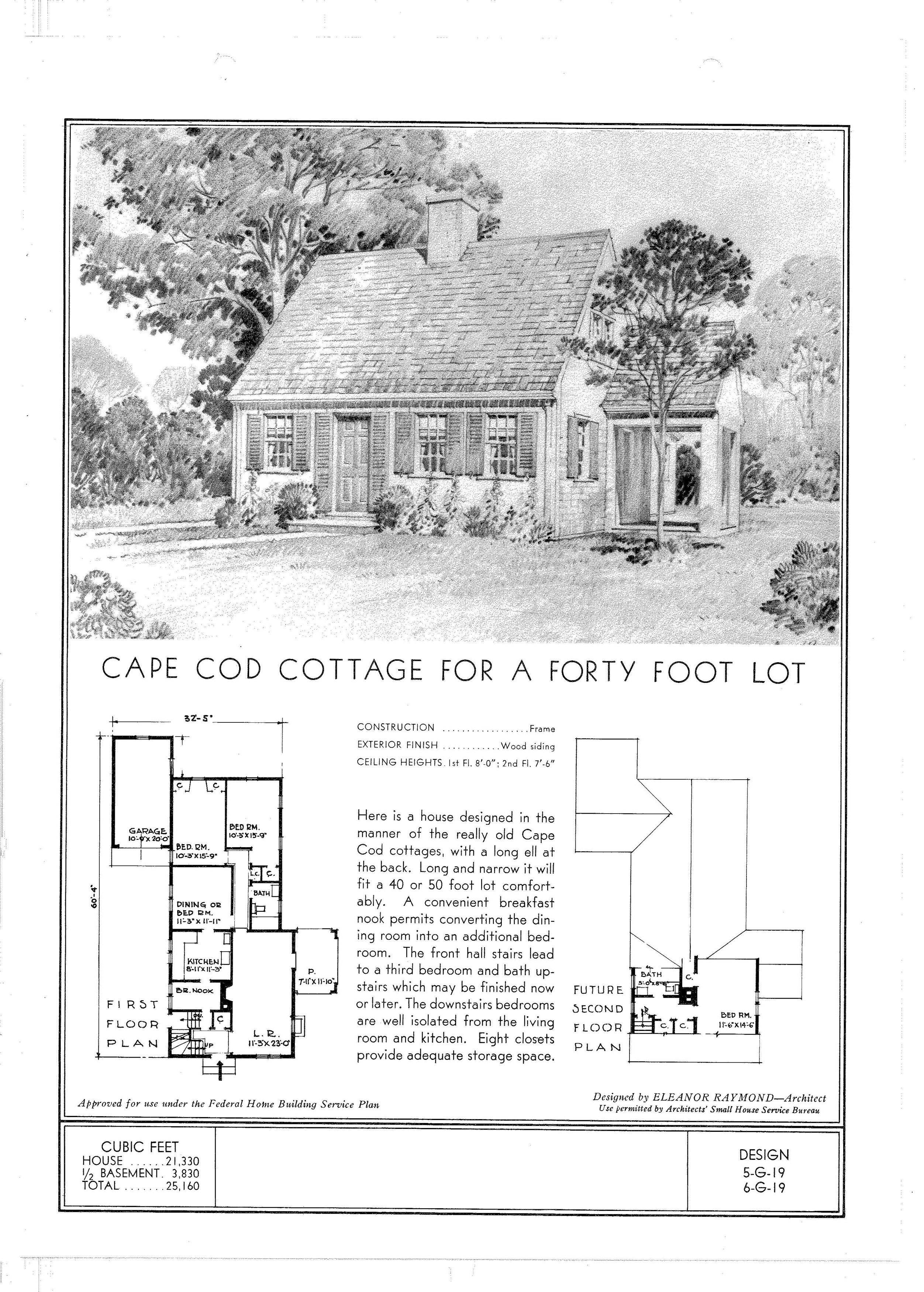
Planes del gobierno federal para una casa de tres cuartos diseñada por Eleanor Raymond, (1940).

La inmensa mayoría de los primeras Casas Cabo Cod tenían entramado de madera, con tres tramos formados por cuatro curvas. Algunos ejemplos tardíos de las primeras capas usaron marcos de montantes, y también se usaron marcos de tablones.
Las primeras Casas Cabo Cod se dividen en cuatro categorías: cuarto, medio, tres cuartos y Cabo completo. El cabo de un cuarto relativamente raro es una sola bahía, por lo general una bahía "exterior" más amplia que se convertiría en habitaciones. Tiene una sola puerta y una sola ventana en el frente, pero es de fondo completo. La mitad del Cabo son dos bahías, con una puerta a un lado de la casa y dos ventanas a un lado de la puerta; el Cabo de tres cuartos tiene una puerta con dos ventanas en un lado y una sola ventana en el otro, mientras que el Cabo completo consiste en una puerta de entrada en el centro de la casa, flanqueada a cada lado por dos ventanas. Por lo demás, las tres categorías de las primeras casas de Cabo Cod tenían un diseño casi idéntico. Dentro de la puerta de entrada, una escalera central conducía al pequeño nivel superior, que constaba de dos dormitorios para niños. La planta baja constaba de un salón para la vida diaria (que incluía cocinar, comer y reunirse) y el salón o dormitorio principal.
Algunos usan un sistema de nombres diferente y llaman a la versión de tamaño completo "doble capa", pero esto se usa con más frecuencia para una estructura dúplex extendida.
El "poste alto", también conocido como "muro de rodilla", en las casas Cabo Cod eran originalmente una variante poco común, pero se volvieron más comunes en el siglo XIX y se convirtieron en una característica de la arquitectura vernácula derivada de las capas en el Medio Oeste. Los postes se extienden verticalmente más allá del primer piso, aumentando el espacio utilizable en el segundo piso y simplificando la carpintería, a costa de la rigidez estructural. La pared de la rodilla a menudo estaba fenestrada con pequeñas ventanas bajas.

## Adaptaciones
A lo largo de los años, los propietarios duplicaron la capa completa y agregaron alas en la parte trasera o en los lados, generalmente de un solo piso. Se agregaron buhardillas para aumentar el espacio, la luz y la ventilación. A veces se agregaba un porche con mosquitero a un lado de la casa, rara vez al frente.

## Neocolonial Británico (1930-1950)
El estilo se volvió nuevamente popular en una variante del neocolonial británico un poco más elaborada en las décadas de 1930 y 1950, aunque las Casas Cabo Cod tradicionales sin adornos siguen siendo comunes en la Nueva Inglaterra. Se diseñaron casas esta versión para los ricos, mientras que arquitectos como Royal Barry Wills modernizaron las casas Cabo Cod para familias de clase media al incluir comodidades modernas que abordaron las demandas de mayor privacidad y tecnología, incluidos baños, cocinas y garajes. Este estilo proliferó en los suburbios que surgieron después de la Segunda Guerra Mundial, y las comunidades planificadas como Levittown, Nueva York, ofrecieron viviendas del estilo Cabo Cod, particularmente a los soldados que regresaban.